# البطولات الوطنية الأمريكية 1889 (كرة مضرب)
قائمة بالأبطال في 1889 البطولات الوطنية الأمريكية لكرة المضرب (المعروفة الآن باسم أمريكا المفتوحة):

## الكبار

### فردي رجال
هنري سلوكوم هزم  كوينسي شاو 6-3 6-1 4-6 6-2

### فردي سيدات
بيرثا تاونسيند هزم  لايدا فورهيس 7-5, 6-2